# COOLL
COOLL（クール）は、津田塾大学が運営する英語学習者向けのウェブサイトである。津田塾大学「専門課程における英語カリキュラム協調開発」により開発・公開され、運用されている。この取組みは、文部科学省「質の高い大学教育推進プログラム（教育GP）」として平成20年度に採択された。

## 概要
COOLLは、オンラインで公開されている動画や音声などを効率的に英語学習に活用するためのウェブサイトである。COOLLとは、COllaborative Open Language Learningの略である。COOLLはオンラインで公開されている様々な英語教材を有効に活用するためのプラットフォームとして、英語学習者や英語教育に携わる教員向けに設計されている。その特徴は、コンテンツを素材と教材の2種類に分けて管理することにより著作権管理を容易にし、誰もが素材を登録できるようにしたことである。

## コンテンツ
素材
COOLLでは、オンラインで公開されている英語学習に有用なリソースを素材と呼んでいる。素材は登録ユーザは誰でも登録することができる。登録する情報は、タイトルやURL、説明等で、リソースの本体はCOOLL内部には保存されない。これは、ソーシャルブックマークと同等の機能であり、COOLLでも様々なソーシャルブックマークと同様にタグ付けやレビューが可能である。ソーシャルブックマークと異なるのは、素材の紹介文となる「概要」がWikipediaのように登録ユーザ誰もが編集可能な点である。多くのユーザが、素材を登録し、レビューや紹介文を編集することにより、ユーザのニーズに合った学習素材をみつけやすくなっている。
教材
著作権等に問題がなく、評価の高い素材は、教材としてCOOLL内に取り込まれ、字幕やスクリプト、練習問題等が付加される。この作業は、運営側から権限を与えられたユーザのみが可能である。教材のページは、専用のビデオプレイヤー機能をもっていて、一部の教材は字幕付きで閲覧することができる（ビデオプレイヤーは、flvのみの対応）。

## アカウント
COOLLは一般公開されている通常のウェブサイト同様、誰でもアカウント登録することが可能である。登録アカウントでログインすることにより、素材の登録やレビュー、タグ付けや、教材の閲覧等が可能となる。当初、津田塾大学学内のシステムとして稼働していた経緯から、津田塾大学の学生や教職員は初回ログイン時に自動的にCOOLL内にアカウントが作成され、学内アカウントとして扱われる。